# Greensleeves (äpple)
Greensleeves är en äppelsort vars ursprung är England och äpplet är resultatet av en korsning mellan James Grieve och Golden Delicious. Äpplets skal är av en grönaktig färg, och köttet är fast och syrligt. Äpplet mognar i skiftet oktober-november. Greensleeves passar både som ätäpple såsom köksäpple. Cox Orange är en äppelsort som pollineras av Greensleeves. I Sverige odlas Greensleeves gynnsammast i zon 1.